# Lupinus crucis-viridis
Lupinus crucis-viridis är en ärtväxtart som beskrevs av Charles Piper Smith. Lupinus crucis-viridis ingår i släktet lupiner, och familjen ärtväxter. Inga underarter finns listade i Catalogue of Life.